# Salve.tv
salve.tv ist ein privater Lokalfernsehsender aus Erfurt. salve.tv gehört zum Unternehmen Toskanaworld AG. Geschäftsführer ist Klaus Dieter Böhm. Der Sender ist ansässig in Erfurt/Thüringen. Zuständige Medienanstalt ist die Thüringer Landesmedienanstalt.

## Empfang
Laut Reichweitenanalyse der Thüringer Landesmedienanstalt (TLM) Ende 2021 ist der Sender von circa 400.000 Haushalten in 70 Thüringer Orten zu empfangen.
Verbreitung
- Vodafone Kabel Deutschland (digital SD): Kanal 152 (S03 / D122)
- Vodafone Kabel Deutschland (digital HD): Kanal 184 (S23 / D322)
- PYUR (analog): Kanal 131 (D578 (578 MHz))
- PYUR (digital SD): Kanal 132 D578 (D578 (578 MHz))
- MagentaTV: Kanalposition 591
- Großraum Apolda / Bad Sulza
- Manuelle Sendersuche:
- Frequenz = 538 MHz
- Symbolrate: 6900
- Modulation: QAM 256.

## Geschichte
„Überregional bekannt wurde der kleine Privatsender Salve TV aus Erfurt im Februar [2015], als er Thüringens Ministerpräsidenten Bodo Ramelow (Linke) eine eigene Sendung namens Ramelow und Co. einrichtete.“

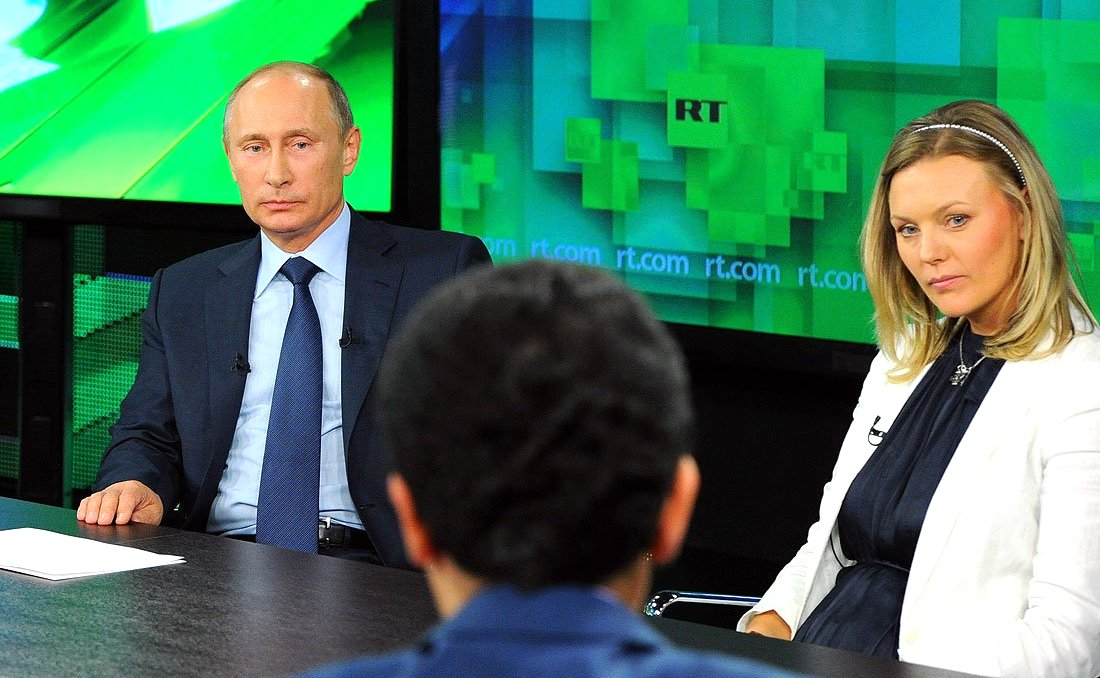
Der russische Präsident Wladimir Putin in einer Sendung des russischen Staatssenders Russia Today, dessen deutschsprachigen Inhalte auch von salve.tv ausgestrahlt wurden.

Zwischen 2014 und 2017 strahlte  Salve TV Sendungen des russischen Staatssenders RT Deutsch aus und wurde dafür von Politikern mehrerer Parteien des Thüringer Landtags kritisiert. Werner Pidde (SPD) bezeichnete die Sendungen als „einseitig“ und „aus russischer Sicht“, Gerold Wucherpfennig (CDU) kritisierte, dass ein „Lokalsender staatliche russische Auslandspropaganda ausstrahlt“, und Madeleine Henfling (Grüne) sprach von „unkommentierter Ausstrahlung ohne journalistische Auseinandersetzung“. Kirsten Kramer, die stellvertretende Direktorin der Thüringer Landesmedienanstalt, sagte, dass die Programme von Salve TV intensiv beobachtet werden, es aber kein Aufsichtsverfahren oder einen Verbotstatbestand gebe. Der Geschäftsführer von Salve TV,  Klaus-Dieter Böhm,  verteidigte die Übernahme der RT-Sendungen, die Ausstrahlung solle „ein Gegenpol zur Anti-Putin-Berichterstattung deutscher Medien“ sein.
Seit März 2017 kooperiert die Mediengruppe Thüringen mit salve.tv. Die TV-Sendungen sind auch als Stream auf den Websites der Tageszeitungen der Mediengruppe (Thüringer Allgemeine, Ostthüringer Zeitung und Thüringische Landeszeitung) sowie auf dem Newsportal thueringen24 zu sehen.

## Programm

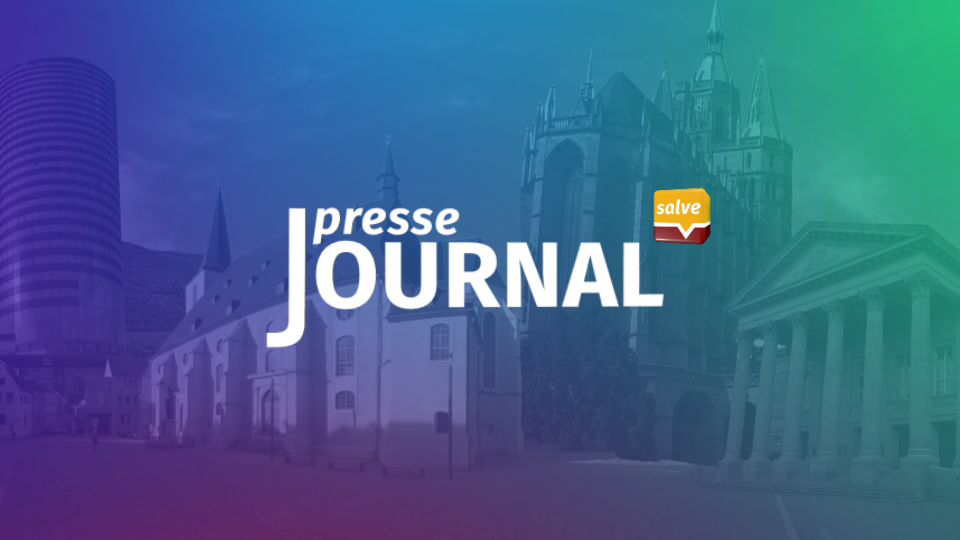
Salve TV – Lokale Nachrichten für Thüringen

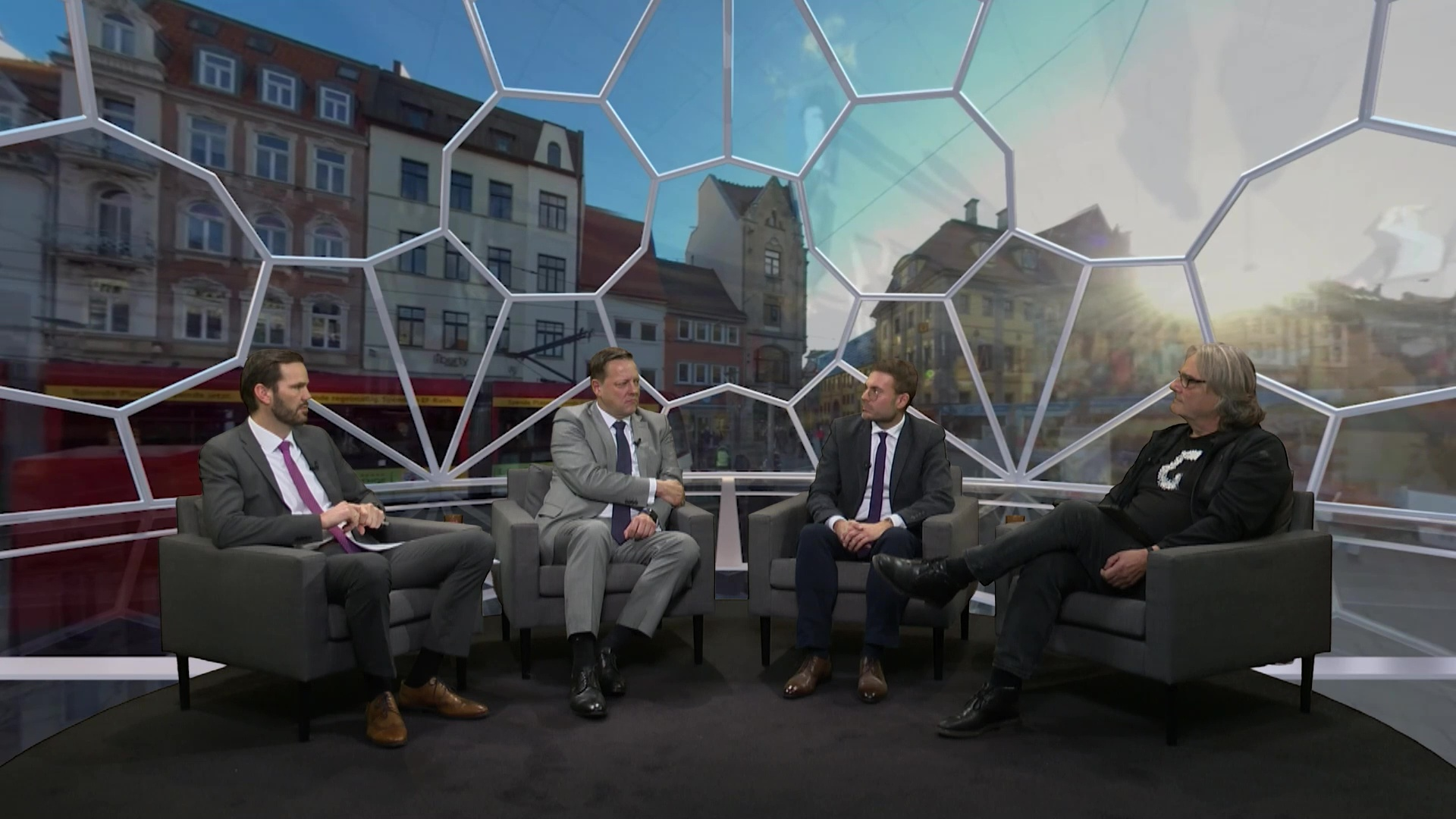
Politik Talk „Am Anger“ in Zusammenarbeit mit der Mediengruppe Thüringen.

- Am Anger – der Polit-Talk (gemeinsames Format mit der Mediengruppe Thüringen – Thüringer Allgemeine Zeitung)[4][5]
- Anja unterwegs
- BürgerVision
- Dada-Royal
- Der Salve-Talk
- Der somnambule Salon
- Deutschland in Corona
- Deutschland lokal
- Die Andreas Max Martin Show
- Dotterweichs Nachtschoppen
- Geschichten aus der Wanderschaft
- Im Gespräch
- Im Steigerwaldstadion – Der Sporttalk (gemeinsames Format mit der Mediengruppe Thüringen – Thüringer Allgemeine Zeitung)[6]
- Kulturgeschichten mit Herrmann Rueth
- Leibrocks Büchergalaxie
- Lotto
- MAAZ – denken, fühlen, handeln
- Orte im Weimarer Land
- Pressejournal
- Thüringen TV
- Welcome to the TV-Dome
- Welt-Kultur-Thüringen – der Kultur-Talk (gemeinsames Format mit der Mediengruppe Thüringen – Thüringer Allgemeine Zeitung)[7]
- Zum Glück... mit Marion Schneider